# Лодиговиці
Лодиговиці (пол. Łodygowice) — село в Польщі, у гміні Лодиговіце Живецького повіту Сілезького воєводства. Населення — 6989 осіб (2011).

## Демографія
Демографічна структура станом на 31 березня 2011 року:
|          | Загалом | Допрацездатний вік | Працездатний вік | Постпрацездатний вік |
| -------- | ------- | ------------------ | ---------------- | -------------------- |
| Чоловіки | 3397    | 696                | 2379             | 322                  |
| Жінки    | 3592    | 700                | 2147             | 745                  |
| Разом    | 6989    | 1396               | 4526             | 1067                 |